# Roman Fuchs
Pour les articles homonymes, voir Fuchs.
Roman Fuchs, né le 14 janvier 1998, est un nageur français.

## Biographie
Roman Fuchs est champion de France en petit bassin sur 400 mètres nage libre aux Championnats de France de natation en petit bassin 2018 à Montpellier.
Le 11 août 2022, il remporte la médaille de bronze du relais 4 × 200 mètres nage libre des Championnats d'Europe de natation 2022 à Rome.